# Hopetoun
Hopetoun é uma cidade que serve como o principal centro de serviços da área ao sul da região de Mallee, em Vitória, Austrália. Hopetoun está situada a 400 quilômetros a noroeste de Melbourne, na Henty Highway, no Condado de Yarriambiack. No censo de 2016, Hopetoun tinha uma população de 739.